# Michael Fabbro
Michael Fabbro (San Daniele del Friuli, 10 maggio 1996) è un calciatore italiano, attaccante del Virtus Verona.

## Carriera

### Club
Cresciuto calcisticamente nel settore giovanile del Milan, il 17 febbraio 2014 vince il Torneo di Viareggio con la formazione Primavera rossonera, realizzando anche un gol nella finale vinta per 3-1 contro l'Anderlecht terminata sul punteggio di 3-1.
Il 28 agosto del 2015 viene acquistato a titolo definitivo dal Bassano società di Lega Pro, con cui in tre stagioni colleziona globalmente 95 presenze, segnando 12 reti. Nell'aprile 2018 ormai in scadenza con il club vicentino, si accorda con il Chievo, dove il 1º luglio seguente, formalizza un contratto triennale con opzione per altre due stagioni successive.
Il 22 agosto successivo, viene ceduto in prestito al Siena.
Il 2 settembre del 2019 viene nuovamente ceduto in prestito con diritto di riscatto al Pisa. Il 29 ottobre dello stesso anno, sigla la sua prima rete in Serie B, nella vittoria interna per 2-1 contro la Salernitana.
Nella stagione successiva, fa ritorno al Chievo, dove il 7 novembre 2020, segna la sua seconda marcatura in cadetteria la (prima) con la maglia Clivense, nella partita pareggiata per 1-1 in trasferta contro il Pordenone. Torna a segnare dopo quasi sei mesi nella gara interna contro la Cremonese, terminata sul risultato di 1-1.
Rimasto svincolato a seguito dell'esclusione dal professionismo del Chievo, il 31 gennaio 2022 ritorna al Siena.
Il 18 ottobre 2022, Fabbro viene ingaggiato a parametro zero dalla Virtus Verona, in Serie C.
Rimasto svincolato al termine della  stagione alla Virtus, il 7 settembre 2023 Fabbro trova ufficialmente un accordo con il Taranto, con cui firma un contratto annuale. Il 25 settembre 2023 segna la sua prima marcatura con la maglia del Taranto, nella partita vinta per 2-3 in trasferta contro il Monterosi Tuscia. Rinnova anche per la stagione successiva ma il 30 gennaio 2025 rescinde il suo contratto con il club jonico, alle prese con gravi problemi finanziari, e torna alla Virtus Verona.

### Nazionale
Ha collezionato varie presenze e alcune reti nelle nazionali giovanili, giocando per l'Under-16, l'Under-17, ed Under-18.
Nel maggio 2013 ha partecipato con la nazionale Under-17 all'Europeo di categoria dove l'Italia è stata finalista, tuttavia nell'ottobre dello stesso anno, partecipa anche al Mondiale Under-17 dove l'Italia è stata eliminata negli ottavi di finale.

## Statistiche

### Presenze e reti nei club
Statistiche aggiornate al 4 maggio 2025.
| Stagione              | Squadra               | Campionato            | Campionato | Campionato | Coppe nazionali | Coppe nazionali | Coppe nazionali | Coppe continentali | Coppe continentali | Coppe continentali | Altre coppe | Altre coppe | Altre coppe | Totale | Totale |
| Stagione              | Squadra               | Comp                  | Pres       | Reti       | Comp            | Pres            | Reti            | Comp               | Pres               | Reti               | Comp        | Pres        | Reti        | Pres   | Reti   |
| --------------------- | --------------------- | --------------------- | ---------- | ---------- | --------------- | --------------- | --------------- | ------------------ | ------------------ | ------------------ | ----------- | ----------- | ----------- | ------ | ------ |
| 2015-2016             | Bassano Virtus        | LP                    | 25         | 3          | CI+CI-LP        | 0+2             | 0               | -                  | -                  | -                  | -           | -           | -           | 27     | 3      |
| 2016-2017             | Bassano Virtus        | LP                    | 34+1       | 6          | CI+CI-LP        | 3+0             | 0               | -                  | -                  | -                  | -           | -           | -           | 38     | 6      |
| 2017-2018             | Bassano Virtus        | C                     | 27+2       | 3          | CI+CI-C         | 1+0             | 0               | -                  | -                  | -                  | -           | -           | -           | 30     | 3      |
| Totale Bassano Virtus | Totale Bassano Virtus | Totale Bassano Virtus | 86+3       | 12         |                 | 6               | 0               |                    | -                  | -                  |             | -           | -           | 95     | 12     |
| 2018-2019             | Siena                 | C                     | 25         | 2          | CI+CI-C         | 0+1             | 0               | -                  | -                  | -                  | -           | -           | -           | 26     | 2      |
| set. 2019-2020        | Pisa                  | B                     | 20         | 1          | CI              | 0               | 0               | -                  | -                  | -                  | -           | -           | -           | 28     | 4      |
| 2020-2021             | Chievo                | B                     | 29         | 2          | CI              | 1               | 0               | -                  | -                  | -                  | -           | -           | -           | 30     | 2      |
| gen.-giu. 2022        | Siena                 | C                     | 14         | 1          | CI-C            | -               | -               | -                  | -                  | -                  | -           | -           | -           | 14     | 1      |
| Totale Siena          | Totale Siena          | Totale Siena          | 39         | 3          |                 | 1               | 0               |                    | -                  | -                  |             | -           | -           | 40     | 3      |
| 2022-2023             | Virtus Verona         | C                     | 29+4       | 3+2        | CI-C            | -               | -               | -                  | -                  | -                  | -           | -           | -           | 33     | 5      |
| 2023-2024             | Taranto               | C                     | 25+3       | 2          | CI-C            | 0               | 0               | -                  | -                  | -                  | -           | -           | -           | 28     | 2      |
| gen.-giu. 2025        | Virtus Verona         | C                     | 12         | 0          | CI-C            | -               | -               | -                  | -                  | -                  | -           | -           | -           | 12     | 0      |
| Totale V. Verona      | Totale V. Verona      | Totale V. Verona      | 41+4       | 5          |                 | 0               | 0               |                    | -                  | -                  |             | -           | -           | 45     | 5      |
| Totale carriera       | Totale carriera       | Totale carriera       | 236+8      | 23+2       |                 | 8               | 0               |                    | -                  | -                  |             | -           | -           | 255    | 25     |

## Palmarès

### Club

#### Competizioni giovanili
- Torneo di Viareggio: 1

Milan: 2014